# Acacia bartheriana
Acacia bartheriana é uma espécie de leguminosa do gênero Acacia, pertencente à família Fabaceae.